# Коносу
Коносу (яп. 鴻巣市 Ко:носу-си) — город в Японии, находящийся в префектуре Сайтама. Площадь города составляет 67,49 км², население — 118 117 человек (1 августа 2014), плотность населения — 1750,14 чел./км².

## Географическое положение
Город расположен на острове Хонсю в префектуре Сайтама региона Канто. С ним граничат города Окегава, Китамото, Гёда, Кумагая, Куки, Кадзо и посёлок Йосими.

## Население
Население города составляет 118 117 человек (1 августа 2014), а плотность — 1750,14 чел./км². Изменение численности населения с 1980 по 2005 годы:
| 1980 | 86 854 чел.  |  |
| 1985 | 92 971 чел.  |  |
| 1990 | 107 124 чел. |  |
| 1995 | 116 421 чел. |  |
| 2000 | 120 271 чел. |  |
| 2005 | 119 594 чел. |  |

## Символика
Деревом города считается Zelkova serrata, цветком — фиалка Виттрока.

## Города-побратимы
- Канеяма, Япония (2006)